# Leedvermaak (humor)
Leedvermaak of Schadenfreude is een verschijnsel waarbij men het leed van een ander als humoristisch ervaart.  Het kan hierbij gaan om fysiek leed, waarbij iemand zich naar het gevoel van de ander op min of meer komische wijze bezeert, of om een vorm van mentaal vermaak, waarbij men zich verkneukelt over het verlies van een andere persoon of partij. Het algemeen voorkomen van dit verschijnsel is van alle tijden en blijkt onder meer uit de uitdrukking het mooiste vermaak is leedvermaak.
Televisieprogramma's als De Leukste Thuis en America's Funniest Home Videos spelen vaak in op dit sentiment door filmpjes te vertonen van pijnlijke incidenten, waarbij het overigens in de meeste gevallen gaat om 'klein leed'. Ook programma's met de verborgen camera maken gebruik van het concept. Ook komt het voor dat men een eigen pijnlijke gebeurtenis uit het verleden zodanig opsmukt dat het tot een humoristische gebeurtenis wordt, waarbij de eventueel eraan gepaard gaande schaamte wordt weggelachen. Een ander voorbeeld van leedvermaak is slapstick-humor.

## Slachtoffer
Een veelvoorkomend element van grappen is dat er een slachtoffer of een bijna-slachtoffer in voorkomt. Een vorm van leedvermaak speelt dus een grote rol in veel lachwekkende situaties.
Het slachtoffer kan een personage in de grap (of in de film of het programma) zijn, zoals iemand die over een bananenschil uitglijdt. Maar ook de verteller kan als slachtoffer dienen voor plaatsvervangend leedvermaak, bijvoorbeeld een sukkelig "typetje", uitgebeeld door een cabaretier, of de domme clown bij wie altijd alles mislukt en die bovendien nog klappen krijgt van de baas. In laatste instantie dan kan degene die de grap ondergaat het slachtoffer zijn, zoals in de zogenoemde practical joke. In al deze gevallen kan er sprake zijn van de lach als opluchting dat het ongeluk iemand anders treft of heeft getroffen. In het geval van de practical joke is het slachtoffer meestal niet echt gelukkig met de grap en lacht hoogstens als een boer met kiespijn, degenen die ervan kennisnemen vaak des te meer. 
Het ligt voor de hand dat het lachen om slachtoffers in het echte leven als leedvermaak wordt beschouwd, terwijl daar bij het lachen om fictieve slachtoffers in fictieve situaties geen moreel oordeel over geveld kan worden aangezien er geen sprake is van werkelijk leed.